# Амасия
Ама̀сия (на турски: Amasya; на гръцки: Ἀμάσεια) е град в централната част на Северна Турция. Градът е административен център на вилает Амасия, а също и на едноименните околийски център и община.
Разположен е в поречие на река Йешилърмак.
Градската площ е около 1730 км² с население само в рамките на града 91 874 (2012), като с околните села населението на района е около 128 703 души. Надморската височина на града варира, като в централната част е 411 м.
При избухването на Балканската война в 1912 година двама души от Амасия са доброволци в Македоно-одринското опълчение.

## Родени в Амасия
- Страбон (63 пр.н.е.–24) – древногръцки географ, историк и философ;
- Мурад II (1404-1451) – 6-ия султан на Османската империя.